# Безенги (ледник)
Безенги́ (карач.-балк. Уллу чыран — «Большой ледник») — ледник на Кавказе, в горном районе Безенги. Является самым большим из сложных долинных ледников Кавказа.
Ледник расположен в Черекском районе Кабардино-Балкарии.

## Общая информация
Район ледника Безенги является одним из самых красивых мест Кавказа с высокими снежными вершинами. По условиям альпинистских восхождений это самый суровый район Кавказа. Здесь выпадает наименьшее количество твердых осадков по сравнению с другими популярными у альпинистов ущельями.
В районе ледника Безенги и окружающих его хребтов сосредоточена большая часть кавказских пятитысячников. В Главном Кавказском хребте это массив Шхара—Джангитау—Катын-Тау, последний из которых лишь немного ниже отметки 5000 м. Этот участок хребта обрывается на север крутыми склонами, получившими название «Безенгийская стена». Ледник Безенги отделяет Безенгийскую стену от другого массива — Мижирги, состоящего также из пятитысячников Дыхтау, пик Пушкина, Мижирги. Чуть восточнее, немного в стороне, лежит массив Коштантау.
В верховьях ледника расположены так называемые «Австрийские ночевки» — площадка, удобная для альпинистов при восхождениях (высота 3200 м).

## Топографическая карта
Лист карты K-38-27 Верх. Балкария. Масштаб: 1 : 100 000. Состояние местности на 1984 год. Издание 1988 г.